# Cuypershuisje

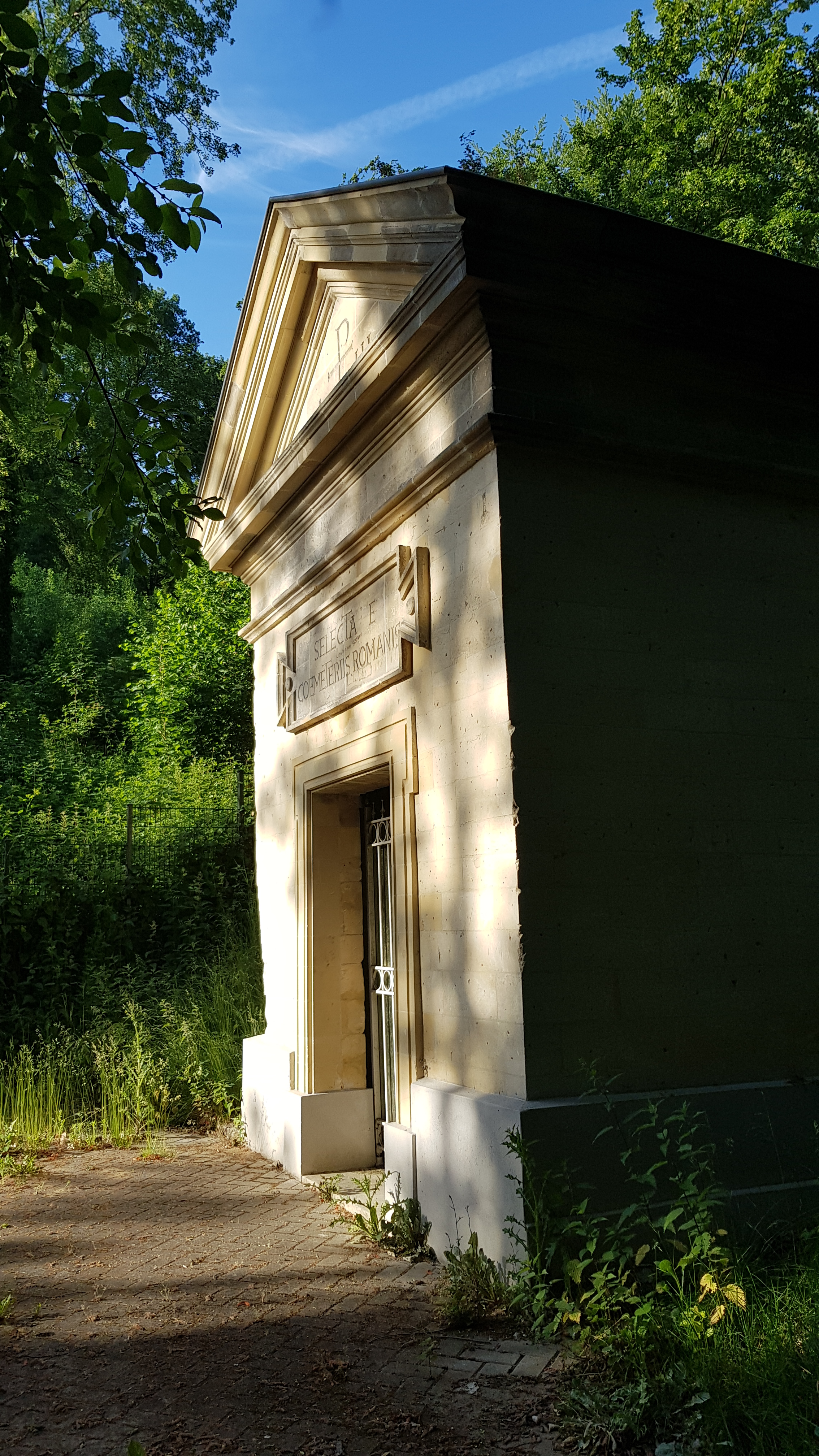
Cuypershuisje

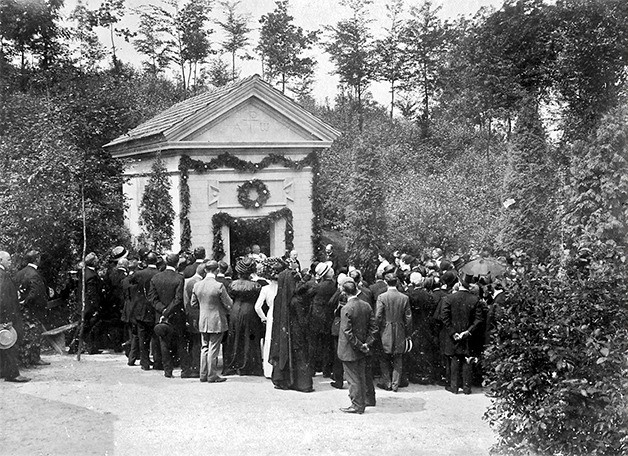
Het Cuypershuisje bij de opening van de Romeinse Katakomben in 1910

Het Cuypershuisje is een gebouw in de Nederlandse gemeente Valkenburg aan de Geul in Zuid-Limburg. Het bouwwerk staat in het Polferbos bovenop de helling van de Cauberg in de overgang van het Plateau van Margraten naar het Geuldal aan de westkant van Valkenburg in Plenkert. Ter plaatse duikt het plateau een aantal meter steil naar beneden.
Binnen 50 meter naar het noorden liggen onderaan de helling de Vuursteenmijnen van Valkenburg, naar het noordwesten liggen de ingangen van de Romeinse Katakomben en naar het zuidwesten bevinden zich vijf bunkers uit de Tweede Wereldoorlog.

## Geschiedenis
Rond 1908 vatte Jan Diepen, woonachtig in de Villa Alpha, het plan op om in de Heidegroeve onder zijn landgoed een kopie aan te leggen van een aantal Catacomben van Rome. Na in 1909 een reis naar Rome gemaakt te hebben, ging men in Valkenburg aan de slag met de aanleg van de ondergrondse catacomben met ondersteuning van Pierre Cuypers. Naast de aanleg van de ondergrondse werken, werden er ook enkele bovengrondse werken opgetrokken. Een daarvan is het Cuypershuisje, dat niet door Cuypers werd ontworpen, maar wel exact werd nagetekend zoals het in Rome er uit zag.
In juli 1910 werd het eerste deel van het Romeinse Katakomben geopend voor het publiek. Met deze opening werd het Cuypershuisje in gebruik genomen als toegangsgebouw. Het gebouw stond toen in het landgoedpark van de familie Diepen. In die tijd liep er vanaf de Plenkertstraat een pad omhoog naar het Cuypershuisje.
Na een restauratie werd op 24 oktober 2012 het Cuypershuisje heropend. De restauratie werd financieel mogelijk gemaakt door de provincie Limburg en de gemeente Valkenburg aan de Geul.
Op 11 juni 2016 raakte het dak van het Cuypershuisje zwaar beschadigd doordat drie jongens zware stenen op het dak van het Cuypershuisje gooiden die door het dak heen gingen. Een medewerker van het museum raakte hierdoor gewond.

## Gebouw
Het gebouw is een exacte kopie van het toegangsgebouw dat toegang gaf tot de Catacombe van Marcus en Marcellianus in Rome. Het gebouw is opgetrokken in Limburgse mergel op een rechthoekig grondplan en wordt gedekt door een zadeldak. Onder het dak bevindt zich in de voorgevel een fronton. Boven de ingang is een rechthoekig kader aangebracht met daarin de tekst:

SELECIA E COEMETERIIS ROMANIS

Vanuit het Cuypershuisje daalt men via een trap van 80 treden af in het rotsmassief, uitkomende in het catacombecomplex.